# R. Brent Tully
Richard Brent Tully (* 9. März 1943 in  Toronto) ist ein US-amerikanischer Astronom und Kosmologe am Institut für Astronomie der University of Hawaii in Honolulu.

## Leben
Tully studierte an der University of British Columbia mit dem Bachelor-Abschluss 1964 und wurde 1972 an der University of Maryland in Astronomie promoviert. Im selben Jahr heiratete er. Danach war er als Post-Doktorand am Institut für Radioastronomie in Bologna und am Observatorium von Marseille. 1975 wurde er am Institut für Astronomie in Honolulu Assistant Astronomer, 1977 Associate Astronomer und 1982 Astronomer.
Er war unter anderem 1982/83 am Cerro Tololo Inter-American Observatory Chile und 1983 am Observatorium von Meudon. 1985 bis 1987 war er im Steering Committee des Keck-Observatoriums.
Tully stellte 1977 mit J. Richard Fisher die Tully-Fisher-Beziehung zwischen Leuchtkraft und Rotationsgeschwindigkeit von Spiralgalaxien auf, was deren Entfernungsbestimmung ermöglicht.
Er veröffentlichte einen Katog mit den 3-dimensionalen Örtern der 68.000 Galaxien, die näher als 700 Millionen Lichtjahre von der Erde sind. 1987 identifizierte er den Pisces-Cetus Supercluster-Komplex von Galaxien, mit einer Länge von 1 Milliarde Lichtjahren und 150 Millionen Lichtjahren Breite einer der größten bekannten Strukturen im Universum. Später gelang ihm die Entdeckung des Laniakea Superhaufens, zu dem nach den Erkenntnissen von Tully und Kollegen auch unsere Milchstraße gehört.
2014 erhielt er den Gruber-Preis für Kosmologie für Beiträge zur Kosmologie im „nahen Umfeld“ der Milchstraße.

## Schriften
- Fisher, Tully: A New Method of Determining Distances to Galaxies, Astronomy and Astrophysics, Band 54, No. 3, February, 1977, S. 661 (online)
- mit J. Richard Fisher: The Nearby Galaxies Atlas, Cambridge University Press 1987
- Tully: Tully-Fisher relation, Scholarpedia, 2007